# Tender Belmonte (hadihajó)
A Tender Belmonte egy német hadihajó volt, amelyet 1917-ben Brazília hadba lépését követően a dél-amerikai ország lefoglalt. A hajó részt vett az első és a második világháborúban.

## Története

### Építtetése és korai története
A hajót 1912-ben kezdték építeni a Német Birodalomban, Rostockban. A hajó pontos elkészülési ideje nem ismert, ám ez feltehetően az első világháború kitörése előtt megtörtént. A hajó 1917-ben éppen a brazíliai Santos kikötőjében horgonyzott, amikor a brazil kormány hadat üzent a Német Birodalomnak és belépett az első világháborúba.

### Háborús alkalmazása
1917-ben a Tender Belmonte az újonnan felállított brazil Hadműveleti Tengerészeti Különítménynek (Portugálul:Divisão Naval em Operações de Guerra, röviden DNOG).
A DNOG feladata főként járőrözés lett volna, azonban az Antant minden vezérkar rövid ideig hezitált a zászlóshajó kijelölésével kapcsolatban. Míg az olaszok a Földközi-tenger védelmére, a franciák a Gibraltár és Észak-Afrika védelmére, addig az amerikaiak a csapataikkal való szoros együttműködésre akarták felhasználni a brazil hajókat. Azonban nem sokkal miután a brazil hajók elérték a Földközi-tengert a háború véget ért, így nagyobb konfliktusokban a brazil hajók nem vettek részt. A spanyolnátha járvány azonban 1918-ban elérte a hajókat. A 8 brazil hadihajón a háború során 103-an, míg a hazatérést követően 250-en vesztették életüket a betegség következtében.
Később a hajót a második világháborúban is bevetették. Az Északkeleti Tengerészeti Erők egyik tagja volt. 
További sorsa nem ismert.

### Technikai adatok
- Vízkiszorítás: 540 tonna
- Hosszúság: 110,08 méter
- Szélesség: 15,5méter
- Merülés: 2,31 méter
- Hajtómű: 3 db 2850PSI gőzkazán, 2 db tripla tágulási kazán
- Sebesség: 12 csomó